# سانشا الميورقي
سانشا من مايوركا (تقريبًا 1285 - 28 يوليو 1345 نابولي) كانت الزوجة الثانية لروبيرتو ملك نابولي ولكنها الملكة القرينة الوحيدة حيث توفيت زوجته الأولى يولاندا من أراغون قبل تنصيبه.